# Stad al-Mahalla
Stad al-Mahalla – stadion piłkarski w Egipcie, w Al-Mahalla al-Kubra. Występuje na nim drużyna Ghazl El-Mehalla grająca w Ad-Dauri al-Misri al-Mumtaz. Stadion ma pojemność 29 000 widzów. Obiekt był jedną z aren Pucharu Narodów Afryki 1974.